# 志駄義秀
志駄義秀（日语：／ Shida Yoshihide，1560年—1632年9月29日）是日本戰國時代及江戶時代初期武將。上杉氏家臣。清和源氏義廣流及志駄氏（志田氏）當主。別名志田義分、幼名寉千代、通稱源四郎。官名修理亮。志駄義時之子。兒子有義繁、上泉秀富。孫子為義友。上杉二十五將之一。

## 生涯
永祿3年（1560年）出生，上杉氏家臣・志駄義時之子。母為直江景綱的姊妹。
永祿4年（1561年），父親義時於川中島之戰戰死後繼承家督，由於只有2歲，由祖父志駄春義擔任後見人，並擔任夏戶城主（寺泊。現為長岡市）。但春義也在永祿6年（1563年）死去，由於母親也早亡，於是由母親娘家直江氏照顧，由直江景綱之妻（後室）擔任養育之責。
後來與景綱後室的幼女（養女？）結婚，與直江氏的關係深厚。天正6年（1578年）5月10日上杉景勝頒給感謝狀敘明志駄氏為「直江一家之侍」。
成人後仕於上杉謙信。天正6年（1578年）謙信死後爆發御館之亂，義秀屬於上杉景勝一方並建立戰功。天正9年（1581年）鎮壓信濃國大須賀氏的反亂，天正10年（1582年）擔任越中國松倉城守將，與織田氏對峙。
之後成為直江兼續部下。文祿4年（1595年），依兼續指示經營庄内並擔任庄内金山奉行及大寶寺城城代。慶長3年（1598年）跟隨上杉家轉封到會津，擔任東禪寺城（現酒田市）守將，領有5100石知行。同年協助兼續開闢朝日軍道。
慶長5年（1600年）慶長出羽合戰時，於東禪寺城牽制最上義光。並擊敗池田盛周攻進最上領地，但接到關原之戰西軍敗退消息後撤退。但翌年慶長6年（1601年），由於尾浦城主下秀久擔任先導役引領最上義康軍再次入侵，由於不敵而開城，並往米澤方向撤退。戰後被命令於高野山蟄居。
慶長8年（1603年），再度歸參上杉家並擔任荒砥城城代領有1000石知行。慶長12年（1607年）依照江戶幕府指示再度蟄居，慶長16年（1611年）再度歸參並擔任侍大將。慶長19年（1614年）於大坂之陣仍有出紀錄。元和8年（1622年）起歷任諸司代・奉行郡代及政務奉行（國家老）。同年擔任最上家改易的仕置奉行。元和9年（1623年）景勝死後，繼續仕於上杉定勝，翌年元和10年（1624年）也承辦定勝的婚儀事宜。
寬永9年（1632年）死去。家督由次男義繁繼承。長男秀富過繼給上泉秀綱成為婿養子繼承劍豪上泉家，名為上泉主水秀富。